# Renée Rienne
Renée Rienne (numele adevărat Renée Goursaud, alias Le Corbeau, "Corbul") este un personaj fictiv din serialul de televiziune Alias și este jucată de Élodie Bouchez. 
A fost introdusă la sfârșitul primului episod al sezonului 5. Rienne ocupă locul opt pe lista celor mai căutați criminali ai CIA-ului. A lucrat în secret cu Michael Vaughn timp de șapte ani. Când l-a contactat pentru prima dată pe Vaughn, i-a spus că tatăl lui, Bill Vaughn, a lucrat împreună cu tatăl ei la un proiect secret: Prophet Five. Renee a fost responsabilă pentru numeroase crime; printre care: asasinarea ministrului de interne al Turciei, moartea a trei agenți CIA din Serbia, un atac al unui post de ascultare din Turcia, furtul sicriului criogenic de la DCS. 
În "Out of the Box" sunt dezvăluite câteva detalii despre trecutul ei. În copilărie a fost bolnavă de foarte multe ori. Tatăl ei, Luc Goursaud, a fost un subiect al Prophet Five până când a descoperit ceva care l-a înspăimântat. El a luat-o pe Rienne și a fugit, dar a fost găsit mai târziu și capturat în timp ce Rienne era de față. De atunci a jurat să se răzbune pe Prophet Five.
Mulți ani mai târziu, Rienne a furat sicriul criogenic, crezând că în interiorul lui se afla tatăl ei. După ce un timp după ce l-a deschis, și-a dat seama că în locul tatălui ei se afla un cercetător Prophet Five, Doctorul Aldo Desantis, care lucrase cu tatăl lui Renée. Desantis a fost transformat, probabil prin tehnologia Proiectului Helix, într-o dublură a lui Luc Goursaud. Sydney l-a demascat ca fiind impostor, dar Desantis a evadat cu ajutorului lui Gordon Dean.
Rienne a continuat să lucreze neoficial cu APO. În episodul "The Horizon", ea l-a ajutat pe Jack Bristow (deși fără succes) să încerce să o salveze pe Sydney de la răpitorii ei, Prophet Five. Pe parcursul acestei misiuni, ea l-a omorât pe Desantis, care era implicat în răpire, din ordinele lui Jack. În episodul "Maternal Instinct", ea a lucrat cu Marcus Dixon pentru a obține informații despre o misiune secretă de la fosta organizație SD-6.
În episodul "30 Seconds", Sydney i-a oferit o poziție la APO, dar Renée a refuzat deoarece prefera să lucreze după propriul ei orar și pentru că avea încredere în puțini oameni. Ea este omorâtă, puțin mai târziu, de către Anna Espinosa, care se dădea drept Sydney.
La autopsia lui Renée s-a descoperit un microcip incomplet, ascuns în corpul ei de cel puțin 30 de ani. Cipul era marcat cu "Andre Micheaux", numele adevărat al lui Vaughn. Cealaltă jumătate a cipului, se afla ascunsă în corpul lui Vaughn și era marcat cu "Renée Goursaud", numele adevărat al lui Renée Rienne. Cipul complet a dezvăluit locația un bunker, în care se aflau informații despre Prophet Five, strânse de Bill Vaughn și Luc Goursaud.